# Petrogale godmani
Il wallaby delle rocce di Godman (Petrogale godmani Thomas, 1923) è un marsupiale diprotodonte. Specie di wallaby delle rocce tra le più comuni, è diffuso nelle regioni settentrionali e nord-orientali del Queensland (Australia). Vive in aree di foresta aperta, in boscaglie o in regioni montuose, spesso nei pressi della costa. Si rifugia sui terreni rocciosi adiacenti alle zone di alimentazione. Questa specie gregaria, sia diurna che notturna, ha abitudini territoriali e si nutre di foglie.